# Литцов
Литцов (нем. Lietzow) — община в Германии, в земле Мекленбург-Передняя Померания.
Входит в состав района Рюген. Подчиняется управлению Берген ауф Рюген. Население составляет 283 человек (2009); в 2003 г. — 310. Занимает площадь 8,39 км².

## Ссылки

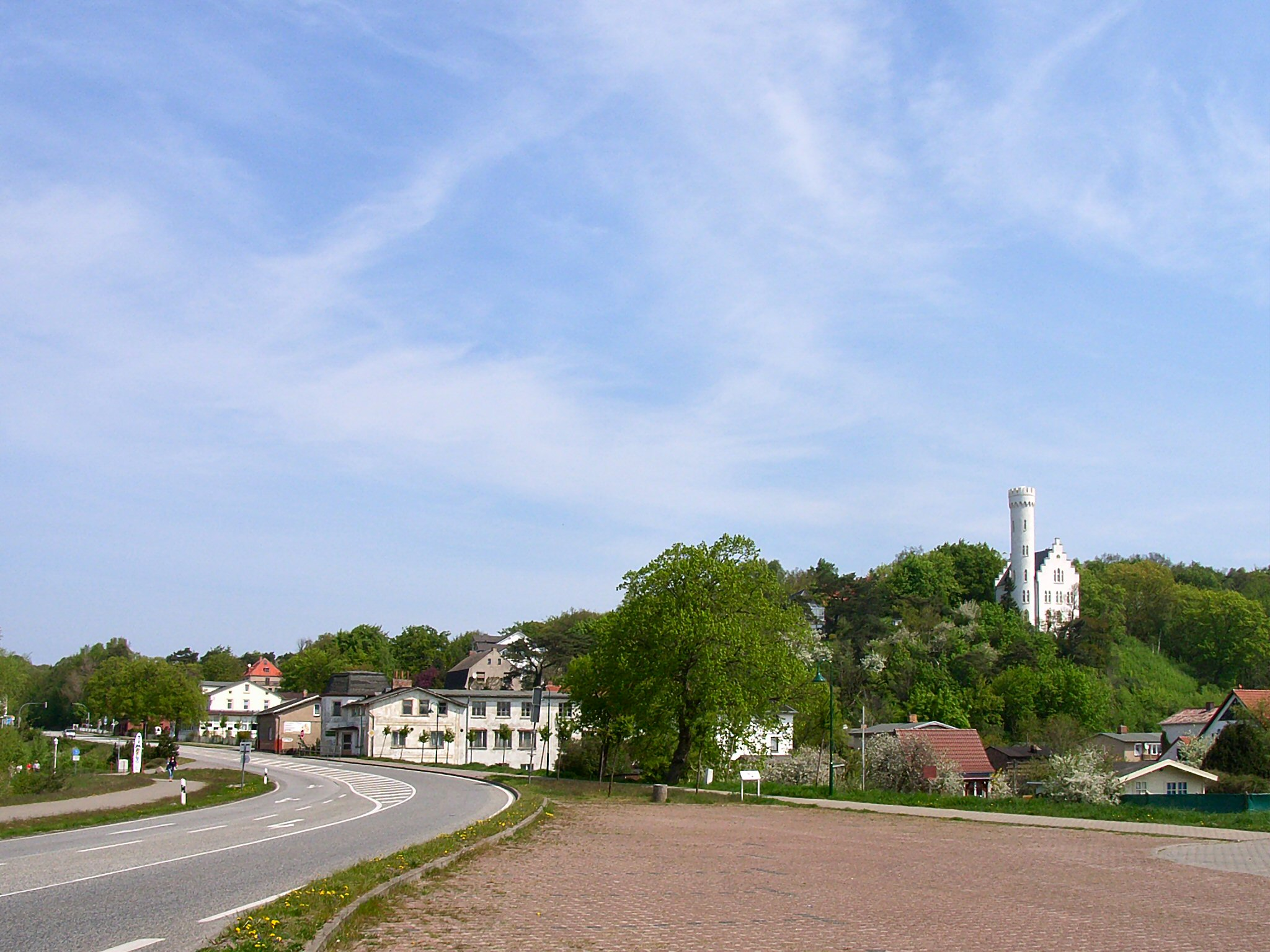
Литцов